# Championnats panaméricains de cyclo-cross 2018
Navigation
Édition précédente Édition suivante
Les Championnats panaméricains de cyclo-cross 2018 se déroulent le 4 novembre 2018, à Midland au Canada.

## Résultats

### Hommes
| Épreuves        | Or               | Argent              | Bronze         |
| --------------- | ---------------- | ------------------- | -------------- |
| Élites          | Curtis White     | Michael van den Ham | Kerry Werner   |
| Moins de 23 ans | Gage Hecht       | Eric Brunner        | Cooper Willsey |
| Juniors         | Magnus Sheffield | Nick Carter         | Carter Woods   |

### Femmes
| Épreuves        | Or                | Argent      | Bronze         |
| --------------- | ----------------- | ----------- | -------------- |
| Élites          | Maghalie Rochette | Ellen Noble | Kaitlin Keough |
| Moins de 23 ans | Clara Honsinger   | Ruby West   | Katie Clouse   |

## Tableau des médailles
| Rang  | Nation     | Or | Argent | Bronze | Total |
| ----- | ---------- | -- | ------ | ------ | ----- |
| 1     | États-Unis | 4  | 3      | 4      | 11    |
| 2     | Canada     | 1  | 2      | 1      | 4     |
| Total | Total      | 5  | 5      | 5      | 15    |